# Rosularia aizoon
Rosularia aizoon là một loài thực vật có hoa trong họ Crassulaceae. Loài này được (Fenzl) A. Berger miêu tả khoa học đầu tiên năm 1930.